# Debovo
Debovo (bulgariska: Дебово) är ett distrikt i Bulgarien.   Det ligger i kommunen Obsjtina Nikopol och regionen Pleven, i den centrala delen av landet, 160 km nordost om huvudstaden Sofia.
Trakten runt Debovo består till största delen av jordbruksmark. Runt Debovo är det ganska glesbefolkat, med 31 invånare per kvadratkilometer.